# Residenza Contini Bonacossi
La residenza Contini Bonacossi è un palazzo moderno di Firenze situato in via Montebello 19, opera di Giovanni Michelucci.

## Storia
La datazione dell'opera non è univoca: Belluzzi e Conforti (1986, 124) ne collocano la costruzione intorno al 1950-1952, Lugli (1966, 88) la posticipa al 1954.
La estrema scarsità di notizie, anche di origine pubblicistica, è da collegarsi al ruolo marginale di questa costruzione nella vasta produzione architettonica dell'autore, anche in considerazione del prevalente interesse pubblico e sociale dell'architettura michelucciana.
L'edificio nacque come dépendance della villa Contini Bonacossi, sul lungarno Vespucci, nel cui giardino sorgeva a tergo della residenza principale, con ingresso indipendente dalla strada retrostante.

## Descrizione
Sul giardino vennero collocate le zone giorno (soggiorno e biblioteca) le camere da letto e una loggia, mentre la cucina, lo studio e un piccolo alloggio di servizio si affacciavano sulla strada.
Un involucro esterno "razionalmente" bicolore, poggiante su un basamento in pietraforte sbozzata, cela una organizzazione distributiva e spaziale caratterizzata da una forte attenzione alla vivibilità degli ambienti. In stretta continuità con gli edifici circostanti è il trattamento del basamento, mentre più "individuale" appare la composizione del fronte nella parte soprastante.
Il volume è compatto, di quattro piani: un piano terreno di negozi, tre piani riservati all'abitazione, una terrazza recentemente chiusa a formare un locale a livello della copertura.
Gli appartamenti, uno per piano, sono organizzati tutti nello stesso modo, intorno alla scala, con un doppio ingresso che consente la separazione tra percorsi e funzioni.
La scala si snoda su quattro rampe e il suo sviluppo, concentrato nell'angolo, consente di ridurre il dispositivo di salita in una superficie limitatissima. La collocazione, inoltre, in posizione decentrata rispetto al rettangolo della pianta minimizza le zone buie riducendole a un passaggio tra le due zone, nel punto più stretto.
La qualità degli spazi si fonda su una razionale distribuzione e soprattutto sulla cura e sulla sensibilità per la caratterizzazione degli ambienti con pavimentazioni e infissi interni in legno, camini settecenteschi in marmo che arredano i soggiorni, ampie finestrature rivolte verso il giardino che illuminano diffusamente isolando gli spazi dalla strada.